# Центрированное шестиугольное число
Центрированные шестиугольные числа – это центрированные фигурные числа, которые представляют шестиугольник с точкой в центре и все остальные окружающие точки находятся в шестиугольной решётке. 
| 1  |  | 7                         |  | 19                                                                        |  | 37 |
| -- |  | ------------------------- |  | ------------------------------------------------------------------------- |  | --- |
| +1 |  | +6                        |  | +12                                                                       |  | +18 |
| *  |  | * · * · * · * · * · * · * |  | * · * · * · * · * · * · * · * · * · * · * · * · * · * · * · * · * · * · * |  | * · * · * · * · * · * · * · * · * · * · * · * · * · * · * · * · * · * · * · * · * · * · * · * · * · * · * · * · * · * · * · * · * · * · * · * · * |

n-ое центрированное шестиугольное число задаётся формулой
{\displaystyle n^{3}-(n-1)^{3}=3n(n-1)+1.}
Представление формулы в виде
{\displaystyle 1+6\left({1 \over 2}n(n-1)\right)}

показывает, что центрированное шестиугольное число для n на единицу больше чем шестикратная величина (n−1)-го треугольного числа.
Несколько первых центрированных шестиугольных чисел:
1, 7, 19, 37, 61, 91, 127, 169, 217, 271, 331, 397, 469, 547, 631, 721, 817, 919, …
Можно заметить, что по основанию 10 последний знак центрированных шестиугольных чисел имеют последовательность 1-7-9-7-1.
Центрированные шестиугольные числа имеют практическое значение управлении логистики, например , в упаковке круглых предметов в больший круглый контейнер, таких как Венские сосиски в круглые банки, или упаковке проводов в кабель.
Сумма первых n центрированных шестиугольных чисел равна n3.
Таким образом, последовательности центрированных шестиугольных пирамидальных чисел и кубических чисел идентичны, но представляют различные (геометрические) формы.  С другой стороны, центрированные шестиугольные числа – это разность двух соседних кубов, так что центрированные шестиугольные числа — это фигурное представление кубов.  Также, простые центрированные шестиугольные числа есть кубические простые числа.
Разность (2n)2 и n-го центрированного шестиугольного числа равна 3n2 + 3n − 1, а разность (2n − 1)2 и n-го центрированного шестиугольного числа есть прямоугольное число.